# Dynamite Entertainment
Dynamite Entertainment, також Dynamite Comics — американське видавництво коміксів, засноване Ніком Барруччі у 2004 році в Маунт-Лорел, штат Нью-Джерсі. Найбільш відоме як власник франшизи «Хлопаки». Dynamite в основному публікує адаптації франшиз з інших медіа. До них відносяться ліцензовані адаптації кінофільмів, таких як «Армія темряви», «Термінатор» і «Робокоп», а також ліцензовані або загальнодоступні літературні твори про таких персонажів, як Зорро, Дракула, Шерлок Голмс, Аліса у Дивокраї, Руда Соня, Тарзан і Джон Картер з Марса.

## Історія
Компанія Dynamite Entertainment була заснована Ніком Барруччі у 2004 році, спочатку випустивши дві лімітовані серії «Army of Darkness», опубліковані через Devil's Due Publishing, а потім почала самостійно видавати свої ігри пізніше того ж року. Присвятивши себе виданню лише «Army of Darkness», через рік Dynamite опублікувала «Red Sonja», починаючи з 25-центового випуску №0. Було продано 240 000 копій. Випуск №1 «Red Sonja», перший, що продавався за ціною повної обкладинки $2.99, розійшовся тиражем у 100 000 примірників, забезпечивши стабільну позицію в американській індустрії коміксів. До 2009 року Dynamite випускав 14-20 коміксів і 2-10 збірок на місяць.